# Suessiales
Ordre
Les Suessiales sont un ordre d'algues dinoflagellées. 

## Systématique
Le nom scientifique de ce taxon est Suessiales Fensome, Taylor, Norris, Sarjeant, Wharton & Williams, 1993.
Suessiales a pour synonyme, :
- Suessiida

## Liste des familles
Liste des familles selon GBIF (4 juin 2021) :
- Biecheleriaceae
- Borghiellaceae
- Suessiaceae
- Symbiodiniaceae

Liste des familles selon AlgaeBase (4 juin 2021) :
- Borghiellaceae Moestrup, K.Lindberg & Daugbjerg
- Hemidiniaceae Bourrelly ex P.C.Silva
- Lophodiniaceae B.F.Osorio
- Sphaerodiniaceae Moestrup & Calado
- Suessiaceae Fensome & al.
- Symbiodiniaceae Fensome & al.

Liste des familles selon World Register of Marine Species (21 mai 2021) :
- Biecheleriaceae
- Borghiellaceae
- Hemidiniaceae Bourrelly ex P.C.Silva, 1980
- Suessiaceae Montresor, Procaccini & Stoecker, 1999
- Symbiodiniaceae Fensome, Taylor, Norris, Sarjeant, Wharton & Williams, 1993